# Racconigi (stacja metra)
Racconigi M1 – stacja turyńskiego metra położona pod Corso Francia na zachodnich obrzeżach śródmieścia Turynu. Możliwość przesiadki na linię autobusową 65.